# Luciano Sušanj
Luciano Sušanj (Rijeka, 10 de novembro de 1948 - 14 de abril de 2024) foi um político croata, dirigente desportivo e ex-atleta que competiu pela Yugoslávia. Sušanj foi um competidor de sucesso internacional tanto em 400 como em 800 metros, mas obteve especial notoriedade por ter alcançado o título europeu de 800 metros nos Campeonatos de Atletismo de 1974.
Participou nas Olimpíadas de Montreal, em 1976, onde se classificou em sexto lugar na final dos 800 metros. 
Durante a década de 1990, encetou uma carreira política que o levou a ser eleito para o Parlamento da Croácia em 1999 e 2000. Em 2000 foi também eleito Presidente da Federação Croata de Atletismo (HAS) e foi nesse cargo que esteve por trás da organização da I Taça Intercontinental de Atletismo, realizada em Split em 2010.

## Melhores marcas pessoais
| Prova               | Data                | Local                   | Tempo   | Notas              |
| ------------------- | ------------------- | ----------------------- | ------- | ------------------ |
| 400 metros (Indoor) | 11 de março de 1973 | Roterdão, Países Baixos | 46.38   |                    |
| 800 metros          | 4 de julho de 1974  | Roma, Itália            | 1:44.07 | Recorde da Croácia |